# Saison 2007-2008 de l'Inter Milan
Maillots
Chronologie
Saison précédente Saison suivante
La saison 2007-2008 de l'Inter Milan, club de football italien, voit le club remporter le championnat d'Italie de football Serie A 2007-2008.

## Mercato d'été 2007
6 arrivées (environ 32.5 millions)
- 77 Francesco Coco (Torino FC, Retour de prêt)
- 31 Cesar Aparecido (AS Livourne Calcio, Retour de prêt)
- 11 Luis Jiménez (Ternana Calcio, prêt avec option à 11 millions)
- 24 Nelson Rivas (CA River Plate, 2.5 millions)
- 26 Cristian Chivu (AS Rome, 16 millions)
- 29 David Suazo (Cagliari Calcio, 14 millions + Robert Acquafresca (copropriété))

8 départs (environ 17.05 millions)
- Marco Andreolli (copropriété avec l'AS Rome, 3 millions)
- Fabián Carini (Real Murcie, fin de contrat)
- Lámbros Choútos (destination inconnue, fin de contrat)
- Mariano Gonzalez (fin de prêt, retour à US Palerme) ⇒ Mariano Gonzalez a signé pour le FC Porto.
- Fabio Grosso (Olympique lyonnais, 7.5 millions)
- Giovanni Pasquale (AS Livourne Calcio, 0.8 million)
- David Pizarro (AS Rome, 5.75 millions)
- Ianis Zicu (Dinamo Bucarest, fin de contrat)